# Weilerbach

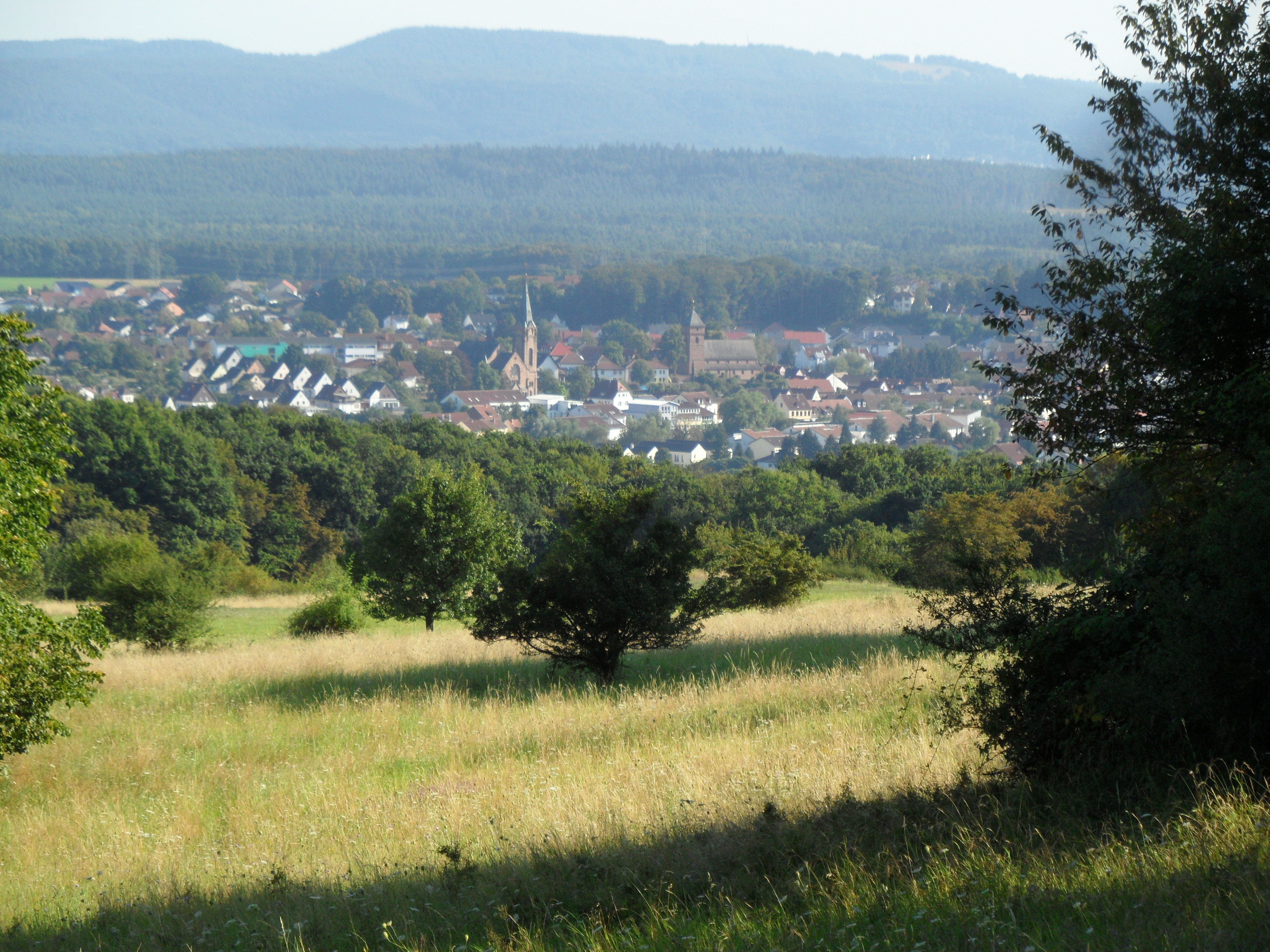
Ortsbild von Weilerbach

Weilerbach ist eine Ortsgemeinde im rheinland-pfälzischen Landkreis Kaiserslautern. Die Gemeinde ist Verwaltungssitz der Verbandsgemeinde Weilerbach, der sie auch angehört, und gemäß Landesplanung als Grundzentrum ausgewiesen.

## Geographie

### Lage
Weilerbach liegt elf Kilometer nordwestlich von Kaiserslautern. Südlich des Siedlungsgebiets erstreckt sich der Reichswald. Zu Weilerbach gehören auch die Wohnplätze An den Kreuzen, Eichwieserhof, Obere Pfeifermühle, Samuelshof, Schellenbergerhof und Ziegelhütte. Weiter liegt in der Gemarkung die Wüstung Atzehausen mit dem Samuelhof.
Nachbargemeinden sind Erzenhausen, Eulenbis, Rodenbach, Stadt Kaiserslautern (Stadtteil Einsiedlerhof), Ramstein-Miesenbach, Mackenbach und Schwedelbach.

### Gewässer
Die Mooslauter bildet im Osten die Gemarkungsgrenze zu Rodenbach und der in diese von links mündende Rischbach im Norden die Grenze zu Erzenhausen.

## Geschichte
Die älteste erhaltene Erwähnung von Weilerbach findet sich in einer Urkunde von 1214, mit der König Friedrich II. seinem Getreuen Reinhard von Lautern, Ritter von Hoheneck, die Patronatsrechte über die Pfarrkirche zu Ramstein mit den Filialkirchen zu Weilerbach (Wilrebach) und Spesbach (Spethisbach) überließ. Siegfried von Hoheneck schenkte 1253 diese Rechte und die daraus resultierenden Einkünfte der bei Kaiserslautern liegenden Deutschherrenkomturei Einsiedeln. Papst Alexander IV. bestätigte 1258 den Besitz der Deutschherrenkomturei in Ramstein, Weilerbach und Spesbach. 1257 kommen Steinmar und Diederich von Weilerbach und 1273 Hertlin und Theodor von Weilerbach als Zeugen in Urkunden der Klöster zu Lautern und Enkenbach vor. Das Kloster Otterberg war in Weilerbach begütert.
Von 1559 bis 1592 gehörte Weilerbach zu Pfalz-Lautern. Anschließend wurde die Gemeinde bis Ende des 18. Jahrhunderts Teil Kurpfalz, gehörte dort Oberamt Lautern und war Gerichtsort für die Dörfer Erzenhausen, Eulenbis, Pörrbach, Rodenbach, Schwedelbach und Weilerbach sowie die Höfe Atzenhausen (heute Samuelshof), Einsiedel, Mückenhof und Schellenberg. Das Gericht war mit einem Schultheißen, vier Schöffen und dem Ramsteiner Gerichtsschreiber besetzt. Hier kreuzten die alten Straßen von Lautern nach Kusel und von Zweibrücken nach Bingen und waren der Grund für eine kurpfälzische Zollstätte.
Im Jahr 1794 hatten französische Revolutionstruppen das Linke Rheinufers eingenommen. Von 1798 bis 1814 gehörte die Region und damit Weilerbach zum Kanton Kaiserslautern im Departement Donnersberg. Weilerbach wurde unter der französischen Verwaltung Hauptort einer Mairie, der, anders als im vorherigen Gerichtsbezirk, neben Weilerbach die Gemeinden Erfenbach (298), Erzenhausen (386), Rodenbach (322), Siegelbach (293) und Stockborn (63) angehörten.
Aufgrund der auf dem Wiener Kongress getroffenen Vereinbarungen und einem bayerisch-österreichischen Staatsvertrag kam die Pfalz 1816 zum Königreich Bayern. Unter der bayerischen Verwaltung blieb die Gemeinde Weilerbach im Kanton Kaiserslautern, der Teil des Landkommissariats Kaiserslautern (1862 umbenannt in Bezirksamt Kaiserslautern) im Rheinkreis war. Das Dorf Einsiedlerhof wurde 1932 nach Kaiserslautern umgemeindet.

### Einwohnerstatistik
Die Entwicklung der Einwohnerzahl von Weilerbach bezogen auf das heutige Gemeindegebiet; die Werte von 1871 bis 1987 beruhen auf Volkszählungen:
| Jahr | Einwohner |
| ---- | --------- |
| 1815 | 751       |
| 1835 | 1.286     |
| 1871 | 1.390     |
| 1905 | 1.657     |
| 1939 | 1.720     |
| 1950 | 1.997     |
| 1961 | 2.394     |

| Jahr | Einwohner |
| ---- | --------- |
| 1970 | 2.739     |
| 1987 | 3.163     |
| 1997 | 4.273     |
| 2005 | 4.599     |
| 2011 | 4.534     |
| 2017 | 4.644     |
| 2024 | 4.524     |

Im Jahr 1787 hatte die Gemeinde 119 Familien und 578 Einwohner. An Gebäuden wurden drei Kirchen, zwei Pfarrhäuser, zwei Schulhäuser und 93 Wohnhäuser verzeichnet. Die Gemarkung Weilerbach umfasste 2076 Morgen Äcker, 582 Morgen Wiesen, 23 Morgen Gärten und 60 Morgen Wald.
Im Jahr 1837 hatte Weilerbach bereits 1286 Einwohner, davon waren 525 Katholiken, 746 Protestanten und 15 Mennoniten.
Im Bayerischen Ortschaftsverzeichnis aus dem Jahr 1928 wird die Landgemeinde Weilerbach, nun zum bayerischen Regierungsbezirk Pfalz gehörend, wie folgt beschrieben: Insgesamt 1933 Einwohner (815 Katholiken und 1118 Protestanten), 331 Wohngebäude und eine Fläche von 2158 Hektar; es gab eine Eisenbahnstation, ein Postamt, eine Gendarmeriestation, eine Steuer- und Gemeindeeinnehmerei, eine katholische und eine protestantische Pfarrei, eine katholische und eine protestantische Schule sowie zwei Kinderbewahranstalten. Neben dem Dorf Weilerbach gehörten sechs weitere Ortschaften zur Gemeinde: Das Dorf Einsiedlerhof mit 187 Einwohnern, 28 Wohngebäuden und einer konfessionell gemeinschaftlichen Schule, das Einsiedler Forsthaus (vier Einwohner), Harzofen (sieben Einwohner), Obere Pfeifermühle (sechs Einwohner), der Weiler Samuelshof (32 Einwohner, vier Wohngebäude) und Ziegelhütte (sechs Einwohner).

### Konfessionsstatistik
Mit Stand 30. Juni 2005 waren von den Einwohnern 46,8 % evangelisch, 31,3 % römisch-katholisch und 21,8 % waren konfessionslos oder gehörten einer anderen Glaubensgemeinschaft an. Der Anteil der evangelischen und katholischen Kirchenmitglieder an der Gesamtbevölkerung ist seitdem gesunken. Mit Stand Juni 2025 lag der Anteil der evangelischen Bürger bei 34,6 %, der katholischen bei 21,4 % und der Sonstigen bei 44,0 %.

## Politik

### Gemeinderat
Der Gemeinderat in Weilerbach besteht aus 20 Ratsmitgliedern, die bei der Kommunalwahl am 9. Juni 2024 in einer personalisierten Verhältniswahl gewählt wurden, und dem ehrenamtlichen Ortsbürgermeister als Vorsitzendem.
Die Sitzverteilung im Gemeinderat:
| Wahl | SPD | CDU | Grüne | FWG | Gesamt   |
| ---- | --- | --- | ----- | --- | -------- |
| 2024 | 6   | 8   | 1     | 5   | 20 Sitze |
| 2019 | 8   | 7   | 2     | 3   | 20 Sitze |
| 2014 | 8   | 8   | 1     | 3   | 20 Sitze |
| 2009 | 8   | 7   | –     | 5   | 20 Sitze |
| 2004 | 6   | 11  | –     | 3   | 20 Sitze |

- FWG = Freie Wählergruppe Weilerbach e. V.

### Ortsbürgermeister
Jochen Kassel (CDU) wurde am 1. Juli 2024 Ortsbürgermeister von Weilerbach. Bei der Stichwahl am 23. Juni 2024 hatte er sich mit einem Stimmenanteil von 55,0 % durchgesetzt, nachdem bei der Direktwahl am 9. Juni 2024 keiner der ursprünglich drei Bewerber eine ausreichende Mehrheit erzielen konnte.
Kassels Vorgänger Horst Bonhagen (SPD) hatte das Amt seit 2009 ausgeübt und war 2024 nicht mehr angetreten. Zuvor war Eberhard Schmitt (CDU) für 24 Jahre Ortsbürgermeister von Weilersbach.

### Wappen
| Wappen von Weilerbach | Blasonierung: „In Gold eine aufgerichtete blaue Pflugschar.“ |
| Wappen von Weilerbach |                                                              |

### Gemeindepartnerschaften
Partnergemeinden sind Kingsbridge in England, Isigny-sur-Mer in Frankreich und Gatonde in Ruanda.

## Kultur und Sehenswürdigkeiten

### Kulturdenkmäler

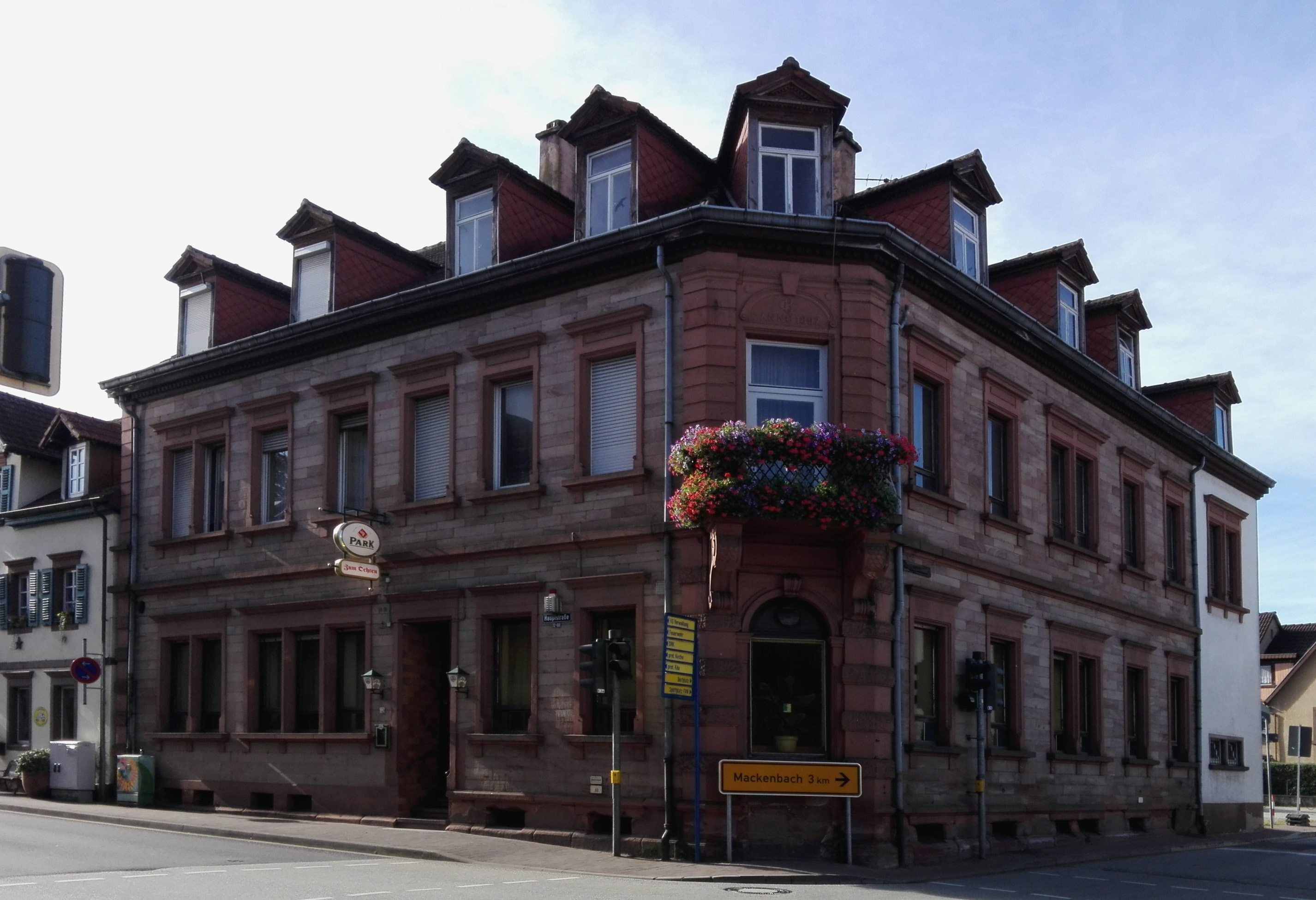
Denkmalgeschütztes Wohn- und Geschäftshaus

Vor Ort existieren insgesamt zehn Objekte, die unter Denkmalschutz stehen.

### Museen
Im Reinhard-Blauth-Heimatmuseum wird die Geschichte der Region von der Steinzeit bis in das 19. Jahrhundert gezeigt.

### Natur
Zudem erstrecken sich die Naturschutzgebiete Rodenbacher Bruch, Krausenbruch und Östliche Pfälzer Moorniederung teilweise über die Gemarkung von Weilerbach.

## Wirtschaft und Infrastruktur

### Wirtschaft
Im 19. Jahrhundert gehörte die Gemeinde zum Einzugsgebiet des Westpfälzer Wandermusikantentums.
Weilerbach ist geprägt von der Stationierung der US-Soldaten im nahen Ramstein. In jedem vierten Haus wohnen NATO-Angehörige. Auf der Gemarkung von Weilerbach befand sich das ehemalige Munitionsdepot Weilerbach. Auf dem Gelände baut die Army bis 2027 für fast eine Milliarde Dollar das größte amerikanische Armeekrankenhaus außerhalb der USA.

### Verkehr
Von 1914 bis 1972 war Weilerbach über die sogenannte Bachbahn, die vom Bahnhof Lampertsmühle-Otterbach bis nach Weilerbach und ab 1920 bis nach Reichenbach führte, an das Schienennetz angebunden. Der Bahnhof befand sich in der Ortsmitte von Weilerbach. Er verfügte über ein Empfangsgebäude sowie eine 68,3 Meter lange Rampe auf der gegenüber liegenden Seite. Die Bahnsteiglänge betrug 150 Meter. Im Bereich der Rampe befand sich in den 1950er Jahren ein 205 Meter langes Ladegleis. Unmittelbar westlich des Bahnhofsgebäudes und des Bahnsteigs schloss sich ein 60 Meter langes Nebengleis an. Im Bahnhof wurden unter anderem Schlachttiere verladen, die die Züge in den Schlachthof am Kaiserslauterer Westbahnhof transportierten.
In den 1980er Jahren war er offiziell nur noch eine Anschlussstelle. Die Gleisanlagen erlaubten zu diesem Zeitpunkt kein Umsetzen von Lokomotiven mehr, weshalb in den Folgejahren Züge für dieses Prozedere bis Reichenbach fahren mussten, obwohl der dortige Güterverkehr zum Erliegen gekommen war. Erst nachdem Ende der 1980er eine entsprechende Weiche in Weilerbach eingebaut worden war, konnte der hintere Teil der Strecke stillgelegt werden. Zur gleichen Zeit hatte der Bahnhof eine neue Anlage zum Verladen von Getreide erhalten, da sich das Güteraufkommen kurzfristig erhöht hatte. Bis zuletzt war der größte Teil der Gleise vorhanden gewesen. So wurde der Bahnhof zu dieser Zeit von einer Übergabefahrt nach Lauterecken auf dem Rückweg angefahren.
Der Öffentliche Nahverkehr ist in den Verkehrsverbund Rhein-Neckar (VRN) integriert. Mitten durch die Gemeinde verläuft die Landesstraße 356. Die Landesstraße 367 streift den südlichen Rand der Bebauung. Die Kreisstraße 13 stellt eine Verbindung zu Schwedelbach und Kaiserslautern her. Die Kreisstraße 19 führt nach Erzenhausen. Die Gemeinde ist durch die A 6 (Anschlussstelle: Kaiserslautern-West) an das Autobahnnetz angebunden.

### Schulen und Kindergärten

#### Kindergärten
- Protestantische Kindertagesstätte „Janusz Korczak“
- Kommunale Kindertagesstätte „Arche Noah“
- Kommunale Kindertagesstätte „Kunterbunt“

#### Schulen
- Grundschule (Ganztagsschule)
- Westpfalzschule (Realschule plus)

### Tourismus
Durch Weilerbach verlaufen der Barbarossa-Radweg und der Pfälzer-Land-Radweg.

## Persönlichkeiten

### Ehrenbürger
- Reinhard Blauth (1889–1980), Lehrer und Heimatforscher; im Jahr 1964 veröffentlichte er ein Werk über Weilerbach, gründete das inzwischen nach ihm benannte erste Heimatmuseum im Landkreis und wurde zum Ehrenbürger seiner Heimatgemeinde ernannt.[20][18]

### Söhne und Töchter der Gemeinde
- Carl Raab (1772–1854), Hufschmied, Landwirt und Mitbegründer der Firma Raab Karcher.
- Ludwig Diehl (1894–1982), Theologe; 1934–1945 evangelischer Landesbischof der Pfalz.

### Personen, die vor Ort gewirkt haben
- Hartmut Hofrichter (* 1939), Architekt und Hochschullehrer; lebt in Weilerbach.
- Ludwig Levy (1854–1907), Architekt und Hochschullehrer; plante die protestantische Kirche in Weilerbach.
- Johann Niclas Müller (1669–1732), Mühlentechniker, Erfinder; absolvierte eine Müllerlehre in Orten im Bereich der heutigen Verbandsgemeinde Weilerbach.
- Oskar von Redwitz (1823–1891), Schriftsteller; lebte mehrere Jahre in Schellenbergerhof
- Herbert Schoner (1939–1971), Polizeibeamter; in Ausübung des Dienstes von Mitgliedern der RAF erschossen und in Weilerbach beigesetzt.
- Wilhelm Schulte II. (1896–1977), Architekt, schuf die von 1930 bis 1933 errichtete örtliche Heilig-Kreuz-Kirche